# Sophronica pulchra
Sophronica pulchra là một loài bọ cánh cứng trong họ Cerambycidae.